# Leôncio (mestre dos soldados)
Leôncio (em latim: Leontius) foi um oficial bizantino que serviu sob o imperador Justiniano (r. 527–565). Filho de Zaunas e neto de Farasmanes, era de origem laze. Junto com seu irmão Rufino, e possivelmente como mestre dos soldados vacante, esteve entre os arcontes (os demais eram Rufino e João) enviados à África em 539 para servir Salomão; Procópio afirmou substituíram os oficiais Martinho e Valeriano. Em 540, lutaram na Batalha de Tumar, no monte Aurásio, onde os mouros de Jaudas foram derrotados.